# Rosenbergia lactiflua
Rosenbergia lactiflua är en skalbaggsart som beskrevs av Leon Fairmaire 1883. Rosenbergia lactiflua ingår i släktet Rosenbergia och familjen långhorningar. Inga underarter finns listade i Catalogue of Life.